# Charles Champlin
Pour les articles homonymes, voir Champlin.
 (juillet 2021).
La mise en forme du texte ne suit pas les recommandations de Wikipédia : il faut le « wikifier ».
Les points d'amélioration suivants sont les cas les plus fréquents :
- Les titres sont pré-formatés par le logiciel. Ils ne sont ni en capitales, ni en gras.
- Le texte ne doit pas être écrit en capitales (les noms de famille non plus), ni en gras, ni en italique, ni en « petit »…
- Le gras n'est utilisé que pour surligner le titre de l'article dans l'introduction, une seule fois.
- L'italique est rarement utilisé : mots en langue étrangère, titres d'œuvres, noms de bateaux, etc.
- Les citations ne sont pas en italique mais en corps de texte normal. Elles sont entourées par des guillemets français : « et ».
- Les listes à puces sont à éviter, des paragraphes rédigés étant largement préférés. Les tableaux sont à réserver à la présentation de données structurées (résultats, etc.).
- Les appels de note de bas de page (petits chiffres en exposant, introduits par l'outil «  Source ») sont à placer entre la fin de phrase et le point final[comme ça].
- Les liens internes (vers d'autres articles de Wikipédia) sont à choisir avec parcimonie. Créez des liens vers des articles approfondissant le sujet. Les termes génériques sans rapport avec le sujet sont à éviter, ainsi que les répétitions de liens vers un même terme.
- Les liens externes sont à placer uniquement dans une section « Liens externes », à la fin de l'article. Ces liens sont à choisir avec parcimonie suivant les règles définies. Si un lien sert de source à l'article, son insertion dans le texte est à faire par les notes de bas de page.
- La présentation des références doit suivre les conventions bibliographiques. Il est recommandé d'utiliser les modèles {{Ouvrage}}, {{Chapitre}}, {{Article}}, {{Lien web}} et/ou {{Bibliographie}}. Le mode d'édition visuel peut mettre en forme automatiquement les références.
- Insérer une infobox (cadre d'informations à droite) n'est pas obligatoire pour parachever la mise en page.

Pour une aide détaillée, merci de consulter Aide:Wikification.
Si vous pensez que ces points ont été résolus, vous pouvez retirer ce bandeau et améliorer la mise en forme d'un autre article.
Charles Davenport Champlin (23 mars 1926 - 16 novembre 2014) était un critique de cinéma et écrivain américain.

## Biographie
Chales Champlin est né à Hammondsport, New York le 23 mars 1926. Il a fréquenté le lycée de Camden, New York, travaillant comme chroniqueur pour le Camden Advance-Journal et rédacteur en chef Florence Stone. Sa famille est active dans l'industrie du vin dans le nord de l'État de New York depuis 1855. Il a servi dans l'infanterie en Europe pendant la Seconde Guerre mondiale et a reçu le Purple Heart et les Battle Stars. Il est diplômé de l'Université de Harvard en 1948 et a rejoint le magazine LIFE.
Champlin a été écrivain et correspondant pour le magazine LIFE and TIME pendant dix-sept ans, et a été membre de l'Overseas Press Club . Il a rejoint le Los Angeles Times en tant que rédacteur en chef et chroniqueur de divertissement en 1965, a été son principal critique de cinéma de 1967 à 1980 et a écrit des critiques de livres et une chronique régulière intitulée "Critic at Large". Il a cofondé la Los Angeles Film Critics Association et a été membre du conseil d'administration de l' American Cinematheque .
La carrière télévisuelle de Champlin a commencé en 1971 lorsqu'il a animé Film Odyssey sur PBS, présentant des films classiques et interviewant de grands réalisateurs. La même année, il anime une série musicale en direct, Homewood, pour KCET, la station PBS de Los Angeles. Pendant six ans, il a co-animé une émission d'affaires publiques, Citywatchers, sur KCET avec le chroniqueur Art Seidenbaum. Il a interviewé des centaines de personnalités du cinéma, d'abord sur la chaîne Z On the Film Scene à Los Angeles, puis avec Champlin sur Film sur Bravo .
Champlin a enseigné la critique cinématographique à l'Université Loyola Marymount de 1969 à 1985, a été professeur adjoint de cinéma à l'USC de 1985 à 1996 et a également enseigné à l' UC Irvine et au Conservatoire AFI . Il a également écrit de nombreux livres, dont ses biographies Back There Where the Past Was (1989) et A Life in Writing (2006).
En 1992, il a été membre du jury du 42e Festival international du film de Berlin  et a siégé au conseil consultatif du Los Angeles Student Film Institute,.
Dans ses dernières années, depuis la fin des années 1990, Champlin souffrait de dégénérescence maculaire et, en 2001, a écrit My Friend, You Are Legally Blind, un mémoire sur sa lutte contre la maladie. Il est décédé le 16 novembre 2014, à l'âge de 88 ans, atteint de la maladie d'Alzheimer.